# Soběsuky
Soběsuky település Csehországban, Kroměříži járásban. Soběsuky Zdounky, Kostelany, Šelešovice és Kroměříž településekkel határos. Lakosainak száma 385 fő (2024. január 1.).

## Népesség
A település lakosságának változását az alábbi diagram mutatja:
| Lakosok száma | 563  | 603  | 664  | 582  | 433  | 309  | 358  | 370  | 380  | 385  |
|               | 1869 | 1890 | 1921 | 1950 | 1980 | 2001 | 2017 | 2019 | 2022 | 2024 |